# Шаб'єр Кастільйо
Шаб'єр «Шабі» Кастільйо Аранбуру (баск. Xabier Castillo Aranburu; нар. 29 березня 1986, Дуранго, Іспанія) — колишній іспанський футболіст, що грав на позиції захисника".

## Клубна кар'єра
Шабі народився в Дуранго. Свою кар'єру починав у скромній команді «Ікастола Маїстегі», звідки потрапив до системи «Атлетіка», де провів п'ять років. Потім він потрапив до школи клубу «Дуранго», де його й помітив «Реал Сосьєдад». Однак у матчах національних першостей Шабі дебютував за інший клуб — «Лас Пальмас», за який виступав на правах оренди. Потім гравець відіграв два сезони за «Реал Сосьєдад» у другій іспанській лізі.
15 липня 2009 року Шабі підписав контракт на чотири роки з «Атлетіком». Його дебют у Прімері відбувся 30 серпня 2009 року в матчі проти «Еспаньйола». Загалом за перші два роки він зіграв у 45-ти іграх. Його використовували в системі ротації клубу.
Сезон 2011/12 Шабі пропустив через травму зв'язки надколінка. Після повернення він постійно сидів у запасі. Новий головний тренер Марсело Б'єлса звільнив гравця в червні 2013 року, коли в того закінчився контракт, і він повернувся до свого колишнього клубу Лас-Пальмас.
10 липня 2014 року Кастільйо став гравцем Депортіво Алавес, що також виступав у другому дивізіоні.

## Кар'єра в збірній
За юнацьку збірну Іспанії Шабі провів один матч 2005 року.

## Статистика виступів за клуби
- Оновлено станом на 17 серпня 2011 року.

| Сезон                      | Клуб                       | Дивізіон                   | Ліга | Ліга | Кубок | Кубок | Європа | Європа | Загалом | Загалом |
| Сезон                      | Клуб                       | Дивізіон                   | Ігри | Голи | Ігри  | Голи  | Ігри   | Голи   | Ігри    | Голи    |
| -------------------------- | -------------------------- | -------------------------- | ---- | ---- | ----- | ----- | ------ | ------ | ------- | ------- |
| 2004/05                    | Реал Сосьєдад Б            | Сегунда Дивізіон Б         | 21   | 0    | -     | -     | -      | -      | 21      | 0       |
| 2005/06                    | Реал Сосьєдад Б            | Сегунда Дивізіон Б         | 34   | 2    | -     | -     | -      | -      | 34      | 2       |
| 2005/06                    | Реал Сосьєдад              | Прімера Дивізіон           | 0    | 0    | 1     | 0     | -      | -      | 1       | 0       |
| Загалом за Реал Сосьєдад Б | Загалом за Реал Сосьєдад Б | Загалом за Реал Сосьєдад Б | 55   | 2    | 1     | 0     | —      | —      | 56      | 2       |
| 2006/07                    | Лас-Пальмас (cedido)       | Сегунда Дивізіон           | 31   | 0    | 0     | 0     | -      | -      | 31      | 0       |
| Загалом за Лас-Пальмас     | Загалом за Лас-Пальмас     | Загалом за Лас-Пальмас     | 31   | 0    | 0     | 0     | —      | —      | 31      | 0       |
| 2007/08                    | Реал Сосьєдад              | Сегунда Дивізіон           | 35   | 0    | 1     | 0     | -      | -      | 36      | 0       |
| 2008/09                    | Реал Сосьєдад              | Сегунда Дивізіон           | 36   | 1    | 1     | 0     | -      | -      | 37      | 1       |
| Загалом за Реал Сосьєдад   | Загалом за Реал Сосьєдад   | Загалом за Реал Сосьєдад   | 71   | 1    | 3     | 0     | —      | —      | 74      | 1       |
| 2009/10                    | Атлетік (Більбао)          | Прімера Дивізіон           | 19   | 0    | 2+1   | 0     | 11     | 0      | 33      | 0       |
| 2010/11                    | Атлетік (Більбао)          | Прімера Дивізіон           | 11   | 0    | 1     | 0     | -      | -      | 12      | 0       |
| 2011/12                    | Атлетік (Більбао)          | Прімера Дивізіон           | 0    | 0    | 0     | 0     | 0      | 0      | 0       | 0       |
| 2012/13                    | Атлетік (Більбао)          | Прімера Дивізіон           | 7    | 0    | 0     | 0     | 5      | 0      | 12      | 0       |
| Загалом за Атлетік         | Загалом за Атлетік         | Загалом за Атлетік         | 37   | 0    | 3+1   | 0     | 16     | 0      | 57      | 0       |
| Загалом за кар'єру         | Загалом за кар'єру         | Загалом за кар'єру         | 194  | 3    | 7+1   | 0     | 16     | 0      | 218     | 3       |